# Sitetic
Sitetic är en ort i Mexiko.   Den ligger i kommunen Bochil och delstaten Chiapas, i den sydöstra delen av landet, 700 km öster om huvudstaden Mexico City. Sitetic ligger 1 558 meter över havet och antalet invånare är 241.
Terrängen runt Sitetic är kuperad åt sydost, men åt nordväst är den bergig. Runt Sitetic är det ganska tätbefolkat, med 108 invånare per kvadratkilometer. Närmaste större samhälle är Bochil, 8,9 km öster om Sitetic. I omgivningarna runt Sitetic växer huvudsakligen savannskog.